# Phlomis fruticosa
Phlomis fruticosa és una espècie de planta fanerògama de la família de les lamiàcies originària de la regió del Mediterrani oriental fins a Transcaucàsia. És cultivada com a planta ornamental, havent guanyat l'Award of Garden Merit de la Royal Horticultural Society, a vegades subespontània. És una espècie arbustiva d'aspecte llanut de fins a 150 cm d'alçada. Les fulles són oposades i lanceolades, rugoses a l'anvers i blanquinoses tomentoses al revers. Les flors són de color groc, s'agrupen en verticilastres multiflors (14-36), i floreixen del març al juliol.